# Río Pesanggrahan
El río Pesanggrahan (en indonesio: Sungai Pesanggrahan o Kali Pesanggrahan) es un río que nace en la regencia de Bogor y atraviesa las ciudades de Depok, Yakarta y Tangerang, el la provincia de Banten. El río pasa por los distritos de Tanah Sereal, Bojong Gede, Sawangan, Limo, Kebayoran Lama, Pesanggrahan, Kembangan y Kebun Jeruk antes de desembocar en el desagüe de Cengkareng. Según datos de 2005, el 55% de la superficie de la cuenca del río Pesanggrahan está ocupada por viviendas, sólo el 7% sigue siendo bosque, el 20% arrozales y el 13% otros campos agrícolas.

## Geografía
El río fluye por la zona noroeste de Java, con un clima predominantemente tropical de bosque húmedo (designado como Af en la clasificación climática de Köppen-Geiger). La temperatura media anual en la zona es de 29 °C. El mes más cálido es octubre, cuando la temperatura media ronda los 30 °C, y el más frío es enero, con 28 °C. La precipitación media anual es de 3.674 mm. El mes más lluvioso es diciembre, con una media de 456 mm, y el más seco septiembre, con 87 mm.

## Inundaciones
El río provoca inundaciones periódicas en ambas orillas. Entre agosto y octubre de 2010, los contrafuertes del río se rompieron tres veces debido al elevado caudaly a la antigüedad de los muros. La disminución de la capacidad y el escaso mantenimiento provocaron la inundación de noviembre de 2012, que afectó a dos zonas de Ulujami. El 10 de agosto de 2017, el río se desbordó e inundó cuatro zonas de Pondok Pinang.

## Calidad del agua
La investigación conjunta realizada por HSBC, Green Radio, Sanggabuana y Transformasi Hijau durante junio de 2011 descubrió que el agua del río Pesanggrahan estaba contaminada al 100%, por lo que no podía utilizarse para la piscicultura. El estado del agua era sucio, con un nivel de oxígeno de 3,2 ppm, frente al nivel normal de 6 ppm. Sólo se encontraron dos biota fluvial, a saber, caracoles y lombrices. Además, se detectaron contaminantes de metales pesados, como plomo, mercurio y cromo ambivalente, por lo que el río ya no podía clasificarse como agua de origen de categoría C. Se pensó que la disminución de la calidad del agua se debía a la mayor densidad de viviendas en las orillas del río.

## Proyectos de normalización
En diciembre de 2010 se planificó la normalización del río para aumentar el caudal de 50 metros cúbicos a 115 metros cúbicos, pero se retrasó varias veces debido a un largo proceso de selección de contratistas. El proyecto continuó a través de la Iniciativa de Dragado de Emergencia de Yakarta (JEDI) del gobierno de Yakarta con el ministerio de obras generales a finales de 2013 hasta 2014, con el apoyo del proyecto de construcción para enderezar el flujo del río Pesanggrahan alrededor del ITC Cipulir, y la construcción de presas en el sur de Yakarta para retener el agua río arriba, como para disminuir las cargas de los ríos río abajo en Yakarta.
La construcción de la presa se detuvo porque los habitantes pedían más dinero por sus tierras, pero pudo resolverse mediante la negociación directa con Joko Widodo, gobernador de Yakarta en aquel momento.